# Gola di Borjomi

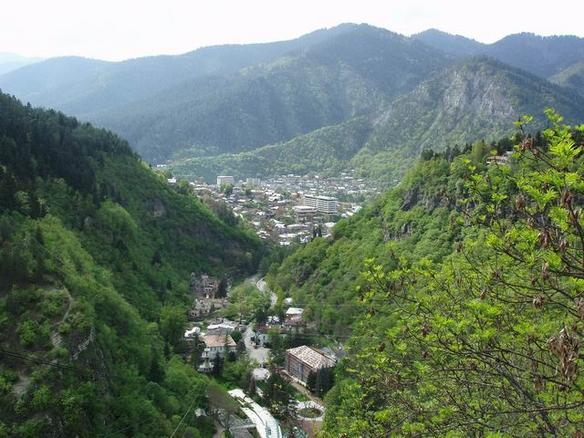

La Gola di Borjomi (o Borgiomi, pronuncia più vicina all'italiano) è un pittoresco canyon del fiume Mtkvari (Kura). Situata nella Georgia centrale, la gola è venuta formandosi a causa dell'erosione provocata dalla corrente del fiume Mtkvari durante il suo corso attraverso la catena montuosa del Caucaso Minore, là dove si incontrano i massicci del Trialeti e del Meskheti. Una porzione significativa della gola di Borgiomi è coperta da foreste miste e di conifere (quercia, acero, faggio, picea, abete e pino). Una grande area del Parco Nazionale di Borjomi-Kharagauli, come pure le città di Borgiomi e Likani, si trovano nella gola. L'oleodotto Baku-Tbilisi-Ceyhan attraversa questa porzione della gola.